# Solbjerg Station (Himmerland)
 For alternative betydninger, se Solbjerg Station. (Se også artikler, som begynder med Solbjerg Station)
Solbjerg Station  var en jernbanestation indtil 31. marts 1969 da Aalborg-Hadsund Jernbane blev nedlagt. Stationen blev opført i 1900, et par km syd for landsbyen Solbjerg ved Ravnsborg Skov og er tegnet af arkitekt: P. Poulsen, der ligeledes var arkitekten bag andre stationer langs banen. 
Stationen havde hovedspor, læssespor samt stikspor til enderampe og galgekran. Stationen bestod af tre bygninger. Selve stationsbygningen blev på et tidspunkt forlænget og pakhuset forøget i bredden.
Efterhånden fremvoksede der en lille stationsby Solbjerg Stationsby med omkring 250 indbyggere i tilknytning til stationen. Stationen er i dag indrettet som villa. Pakhuset og de andre bygninger, der hørte til stationen, eksisterer den dag i dag.